# Posłowie z okręgu Sieradz (II RP)
Posłowie na Sejm II RP z okręgu Sieradz

## Lista posłów według kadencji

### Posłowie na Sejm Ustawodawczy (1919–1922)
- Wincenty Baranowski (PSL „Wyzwolenie”)
- Jan Chadryś (ZLN)
- Andrzej Kuśmierek (ZLN)
- Tadeusz Puławski (ZLN)

### Posłowie na Sejm RP I kadencji (1922–1927)
- Franciszek Rąb (ZLN)

### Posłowie na Sejm RP IV kadencji (1935–1938)
- Franciszek Bartczak (BBWR)
- Wacław Budzyński (BBWR)

### Posłowie na Sejm RP V kadencji (1938–1939)
- Franciszek Bartczak (OZN)
- Stanisław Leopold (OZN)